# Muito Especial
Muito Especial é o terceiro álbum de estúdio da cantora Elaine de Jesus, lançado no ano de 1999. Produzido por Jairinho Manhães, consagrou a artista no meio cristão com músicas como "Esperança Linda", "Abra o Coração", "Deus Garante" e "Na Unção de Deus".
Foi relançado em 2009 pela Aliança, atualmente Musile Records, como edição especial com alguns playbacks inclusos.
Com esse trabalho, Elaine foi vencedora do extinto Troféu Talento na categoria Revelação Feminina.[carece de fontes?]
Em 2018, foi considerado o 97º melhor álbum da década de 1990, de acordo com lista publicada pelo Super Gospel.
“Muito Especial” é considerado, ao lado dos álbuns “Com Muito Louvor” da Cassiane e “Palavras” da Lauriete, como os expoentes e fundadores do novo stilo de som da Música Pentecostal Brasileira, mais moderna, e com a clássica bateria marcada. Foram lançados em 1999, e produzidos pelo maestro Jairo Manhães, substituindo o tradicional sertanejo pentecostal que dominava as igreja nas vozes de Mara Lima, Shirley Carvalhaes, Rose Nascimento e Sofia Cardoso.
A partir dos anos 2000, o seu auge comercial, a música pentecostal ganhou nova cara, roupagem e modernidade, influenciando nomes como Damares, Danielle Cristina, Bruna Karla, Eliane Silva, Rozeane Ribeiro, Vanilda Bordiere entre outros, sendo o principal seguimento do gospel até meados dos anos 2010.

## Faixas
1. Esperança Linda (Elizeu Gomes)
2. Deus Garante (Josué Teodoro)
3. Isto é Deus (Elias Silva)
4. Abra o Coração (Elizeu Gomes)
5. Leão de Judá (Josias Silva e Elaine de Jesus)
6. Muito Especial (Oziel Silva)
7. Na Unção de Deus (Elizeu Gomes)
8. Vencer, Vencer (Oziel Silva)
9. Somos Campeões (Valdeci Aguiar)
10. Oh, Igreja (Mário Fernandes)
11. Vitória do Povo de Deus (Valdeci Aguiar)
12. Ciladas (Ademilson da Silva)

## Ficha Técnica
- Produção Executiva: Cristo Vencedor
- Direção de Produção: Pr. Ouriel e Elaine
- Arranjos: Jairinho Manhães
- Produção Musical: Jairinho e Cassiane
- Teclados: Rogério Vieira e Jairinho Manhães
- Bateria: Sidnei Pires (Sidão)
- Baixo: Fernando Gaby
- Guitarra: Edinho
- Violões: Mindinho e Jorge Aguiar
- Percussão: Zé Leal
- Acordeon: Agostinho Silva
- Trompete: Dum Dum
- Trombone: Bira
- Sax e Flauta: Jairinho Manhães
- Trompa: Eliezer
- Violas: Paulo Quintana, Rogério Reis, Robson de Mattos e Roselita Silva
- Cello: Jorge Guimarães e Richard Menezes
- Violinos: Ivan Quintana, Carmela de Mattos, Alexandre Shubert, Ludimila Plitek, Almeida Reis, Fernando Maia, Carmelita Reis, Lúcia Marengo e Bailon
- Back Vocal: Eyshila, Jozyanne, Cassiane, Kátia Santana, Betânia Lima e Marquinhos Menezes
- Fotos: Dário Zalis